# Parafia Matki Bożej Fatimskiej w Kobylu
Parafia Matki Bożej Fatimskiej w Kobylu – parafia rzymskokatolicka, znajdująca się w diecezji tarnowskiej, w dekanacie Lipnica Murowana.